# Olivier Chevalier
Olivier Chevalier (Mons, 27 de febrer de 1990) és un ciclista belga, professional des del 2011. Del seu palmarès destaca la Volta a Limburg de 2013.

## Palmarès
- 2013
  - 1r a la Volta a Limburg